# Holzheim am Forst
Pour les articles homonymes, voir Holzheim.
Holzheim am Forst est une commune de Bavière (Allemagne), située dans l'arrondissement de Ratisbonne, dans le district du Haut-Palatinat.